# Stawki (gromada)
Stawki – dawna gromada, czyli najmniejsza jednostka podziału terytorialnego Polskiej Rzeczypospolitej Ludowej w latach 1954–1972.
Gromady, z gromadzkimi radami narodowymi (GRN) jako organami władzy najniższego stopnia na wsi, funkcjonowały od reformy reorganizującej administrację wiejską przeprowadzonej jesienią 1954 do momentu ich zniesienia z dniem 1 stycznia 1973, tym samym wypierając organizację gminną w latach 1954–1972.
Gromadę Stawki z siedzibą GRN w Stawkach utworzono – jako jedną z 8759 gromad na obszarze Polski – w powiecie aleksandrowskim w woj. bydgoskim, na mocy uchwały nr 24/1 WRN w Bydgoszczy z dnia 5 października 1954. W skład jednostki weszły obszary dotychczasowych gromad Konradowo, Łazieniec, Odolion, Stawki i Zgoda ze zniesionej gminy Służewo, miejscowość Zalesie z dotychczasowej gromady Słomkowo ze zniesionej gminy Koneck, miejscowość Ośno z miasta Aleksandrowa Kujawskiego, oraz, niezależnie od tego, nieruchomości ob. ob. Sulimierskich i Barańskiej, bezpośrednio przyległe do granic gromady Stawki, w tymże powiecie. Dla gromady ustalono 19 członków gromadzkiej rady narodowej.
Gromadę zniesiono 31 grudnia 1959, a jej obszar wszedł w skład nowo utworzonej gromady Ośno w tymże powiecie.